# Göran Thornquist
Göran Birger Thornquist, ursprungligen Johansson, född 12 april 1922 i Åbo, Finland, död 10 maj 1984 i Gävle Heliga Trefaldighets församling i Gävleborgs län, var en svensk lärare och poet.

## Biografi
Thornquist var son till envoyén Birger Johansson och Signe Thornquist. Han tog studentexamen i Sigtuna 1940 och blev fil.mag. i Uppsala 1951. Thornquist var adjunkt i Eskilstuna 1952–1956 och vid Gävle borgarskola från 1956.
Han gav under namnet Göran B. Johansson ut diktsamlingen Pappershjärtat (1950) som recenserades av rikstidningar som Aftonbladet, Expressen, Dagens Nyheter och Svenska Dagbladet.
Han var medlem av Juvenalorden, Samfundet SHT och Ordenssällskapet W:6.
Thornquist gifte sig 1945 med Ulla Winell (1923–1999), dotter till Erik Winell och Anna Boström. Han är far till Thomas (född 1945) och Lars (1952–1992). Thornquist avled 1984 och gravsattes på Gävle gamla kyrkogård.